# Варіації на один акорд
Варіації на один акорд — твір для фортепіано Альфреда Шнітке (1965).
Написано для виступу дружини композитора Ірини Шнітке на концерті сучасної музики в концертному залі Інституту імені Гнєсіних, там і виконане нею вперше в 1966 році. Середня тривалість звучання — 5–7 хвилин.
Як зазначають В. Холопова і Е. Чігарева, «тема (Grave) асоціюється з передзвоном дзвонів, боєм курантів, їх дисонуючим відлунням і обертонами. Музиці надаються риси імпресіоністського звукопису». Далі слідують кілька груп варіацій, в яких тему розкладається по різних регістрах. Твір, незважаючи на свою стислість, пов'язаний з декількома важливими музичними ідеями XX століття — зокрема, політональністю і кластерами.
Варіації на один акорд записали піаністи Борис Берман та Вікторія Любицька.